# Rivière Garin
Pour les articles homonymes, voir Garin.
La rivière Garin coule dans le territoire non organisé de Rivière-Bonaventure dans la municipalité de la municipalité régionale de comté (MRC) de Bonaventure, dans la région administrative de la Gaspésie-Îles-de-la-Madeleine, au Québec, au Canada. En coulant vers l'Ouest, la rivière Garin traverse les cantons de Weir, de Honorat et de Garin.
La rivière Garin est un affluent de la rive gauche de la rivière Bonaventure laquelle coule vers le sud pour se déverser sur la rive nord de la Baie-des-Chaleurs.

## Géographie
La rivière Garin prend sa source de ruisseaux de montagne dans le canton de Weir, dans le territoire non organisé de Rivière-Bonaventure.
La source de la rivière Garin se situe en zone montagneuse à :
- 1,4 km à l'Est de la limite du canton de Honorat ;
- 25,0 km au Nord-Ouest du pont de la route 132 à la baie de Port-Daniel-Gascons ;
- 21,9 km à l'Est de la confluence de la rivière Garin ;
- 41,9 km au Nord-Est de l'embouchure du "Havre de Beaubassin" dans lequel se déverse la rivière Bonaventure.

À partir de sa source, le cours de la rivière coule dans une vallée encaissée sur 34,5 km surtout en zones forestières, selon les segments suivants :
Cours supérieur de la rivière (segment de 8,4 km)
- 3,0 km vers l'Ouest, dans le canton de Weir dans le territoire non organisé de Rivière-Bonaventure, jusqu'à la limite du canton de Honorat ;
- 0,9 km vers l'Ouest dans le canton de Honorat formant une courbe vers le Sud, jusqu'à un ruisseau (venant du Nord) ;
- 0,5 km vers l'Ouest, jusqu'à un ruisseau (venant du Sud-Est) ;
- 3,4 km vers l'Ouest, jusqu'à la confluence d'un ruisseau (venant du Sud-Ouest) ;
- 0,6 km vers l'Ouest, jusqu'à un ruisseau (venant du Nord) ;

Cours intermédiaire de la rivière (segment de 16,1 km)
- 0,6 km vers l'Ouest, jusqu'à un ruisseau (venant du Nord) ;
- 1,1 km vers l'Ouest en formant une courbe vers le Nord, jusqu'à un ruisseau (venant du Nord) ;
- 3,9 km vers le Sud-Ouest, jusqu'à un ruisseau (venant du Sud-Est) ;
- 0,8 km vers le Nord-Ouest, jusqu'à un ruisseau (venant du Nord) ;
- 1,6 km vers le Sud-Ouest, jusqu'à un ruisseau (venant de l'Est) ;
- 0,5 km vers l'Ouest, jusqu'à un ruisseau (venant du Nord) ;
- 1,2 km vers le Sud-Ouest, jusqu'à la limite du canton de Garin ;
- 6,4 km vers l'Ouest dans le canton de Garin en formant une grande courbe vers le Sud, jusqu'à la décharge des Lacs à Cyprien (venant du Nord).

Cours inférieur de la rivière (segment de 10,0 km)
- 5,5 km vers l'Ouest en passant au sud de la "montagne du F", jusqu'à la confluence d'un ruisseau (venant du Nord) ;
- 4,5 km vers l'Ouest jusqu'à sa confluence[2].

La rivière Garin se déverse sur la rive Est de la rivière Bonaventure. La confluence de la rivière Garin est située à une centaine de mètres à l'Est de la limite du canton de Robidoux, en aval du "Rapide Noir", à 5,3 km à l'Est du sommet du Mont Chauve et à 27,1 km au Nord de l'embouchure du "Havre de Beaubassin" dans lequel se déverse la rivière Bonaventure.

## Toponymie
Le terme "Garin" constitue un patronyme de famille d'origine française.
Le toponyme "rivière Garin" a été officialisé le 5 décembre 1968 à la Commission de toponymie du Québec.